# Vriendjeskapitalisme
Vriendjeskapitalisme of cliëntelisme is een vorm van kapitalisme die gebouwd is op vriendjespolitiek en corruptie, waarbij er hechte banden bestaan tussen ondernemers en overheidsfunctionarissen, en ondernemingen vaak overheidsfunctionarissen omkopen in ruil voor gunsten als contracten of belastingkortingen.
In de Engelse taal duidt men dit aan als crony capitalism, waar het woord crony verwijst naar vriend.